# Márgenes del Duero (Soria)
Las márgenes del Duero son un paraje situado en el río Duero a su paso por Soria, (Castilla y León, España). El recinto constituye uno de los enclaves de recreo con que cuenta la capital soriana junto con el parque de la Dehesa, El Castillo o El Mirón.

## Descripción
A lo largo de las márgenes existen varios parajes de recreo como el Soto Playa, isleta flanqueada por dos ramales del río con sendas presa (la Presa del Molinete a la entrada y la de la elevadora a la salida) o El Peñón. En ambos espacios naturales se puede practicar el baño en el Río Duero.

### El Peñón
Paraje situado al norte de la ciudad, en la zona más alta de las Márgenes del Duero. Este lugar es muy frecuentado para practicar el baño en el río. Se encuentra junto a la antigua Presa del Pereginal que aportaba sus aguas a la Fábrica de Harinas.

### El Soto Playa

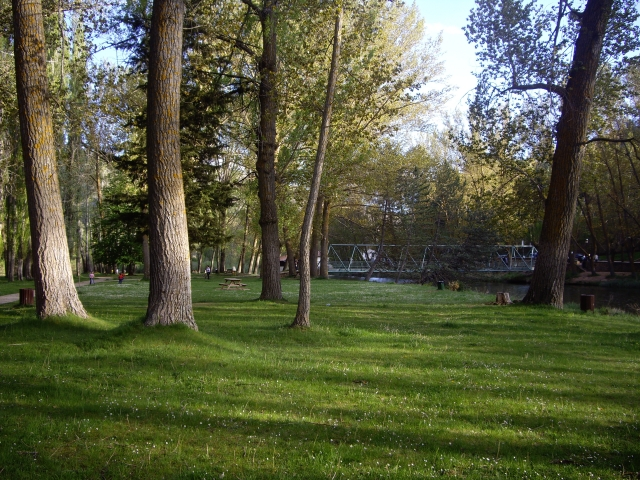
El Sotoplaya. Pradera y pasarela hacia el paseo del Postiguillo

El acceso al Soto Playa se realiza a través de dos pasarelas que lo conectan, la primera con paseo del Postiguillo, paralelo al río por la margen derecha, y recorrido por dos hileras de castaños que le confieren abundante sombra. La segunda, lo enlaza con el monasterio de San Polo desde donde se inicia el paseo hacia San Saturio. 
Es anecdótico destacar que la primera de las pasarelas fue construida sobre el lugar donde, tiempo atrás, se situaba "la maroma", un cable de acero que servía de guía a la barcaza que comunicaba las dos orillas, y que estaba amarrada a sendos chopos de considerables dimensiones. El tercer punto de acceso se encuentra por la pasarela más antigua, situada en la zona sur, a la salida de la elevadora de aguas, a través de varios puentes de madera.
En su entorno, además del baño puede practicarse la pesca con caña o retel, hay lugares habilitados para el pícnic con mesas de madera y zona de columpios para niños. En la mayor parte de su superficie predomina la sombra gracias a la densidad de los alargados chopos y álamos.
Al final del ramal derecho se situaba el Molino de Enmedio, que con sus seis ruedas, era uno de los más grandes de Soria y pertenecía a los Condes de Gómara y a D. Diego Morales. En 1914 dejó de utilizarse para moler harina y pasó a elevar mediante una máquina de vapor, 10 litros de agua por segundo hasta los depósitos construidos en el Cerro del Castillo, desde donde bajaba a las fuentes y casas de la ciudad. En la cacera de este molino se construyó el último lavadero público de Soria. La elevadora de agua dejó de funcionar en 1985 y, años después, fue reconvertida en centro de interpretación albergando el museo del Agua. También adosado al mismo conjunto se encuentra el lavadero, rehabilitado recientemente, y el bar-terraza Soto Playa.

### Pradera de San Polo
Situada pasando el monasterio de San Polo, se encuentra la pradera del mismo nombre, lugar de celebración de Las Bailas desde principios del siglo XX cuando se recuperó la romería de San Polo de las fiestas de San Juan o de la Madre de Dios.
Hasta finales del siglo XIX, las Eras de Santa Bárbara eran el lugar celebración del Lunes de Bailas, romería en la que se veneraba a Santa Bárbara, acudiendo al entorno de la ermita a merendar y bailar. En 1891 desaparece la romería por la venta de las mismas, decidiéndose trasladar la fiesta de las Bailas a la Alameda de Cervantes. La feforma de las fiestas de 1914 dice: «La fiesta de la Bailas, tan divertida en tiempos y ahora tan decaída, se efectuará en la tarde del lunes en la Alameda de Cervantes y en la noche en este paseo tendrá lugar la segunda verbena con cuyo festejo terminarán las fiestas» pero poco antes se había procedido a la recuperación de la romería a San Polo que es la que actualmente se celebra en la pradera junto al Duero.

## Ecosistema acuático
El ecosistema acuático se ve condicionado por la proximidad del embalse de Los Rábanos y las antiguas presas de los molinos. A pesar de ser un curso relativamente alto, a partir de aquí el agua se embalsa de nuevo debido a la compuerta del pantano situada unos 5 km aguas abajo. Esto propicia que el agua deja de correr y comienzan a sedimentarse en el fondo arenas y barros propios de los cursos más bajos, dando cobijo a especies como los mejillones y desapareciendo zonas de freza que, algunos salmónidos o ciprínidos, tratan de solventar remontando por las dos presas del Sotoplaya hacia zonas de aguas más oxigenadas y con lechos de guijarros donde realizar sus puestas.

### Especies acuáticas
- Moluscos: Mejillón de río (Unio pictorum)
- Crustáceos: Cangrejo señal (Pacifastacus leiuscurus)
- Peces: Barbo (Barbus barbus), Boga (Pseudochondrostoma duriense), Alburno (Alburnus alburnus), Trucha común (Salmo trutta), Trucha arcoíris (Oncorhynchus mykiss walbaum)
- Ecosistema de ribera

Es el típico de un soto mediterráneo, con abundancia vegetal y sometido a las temperaturas extremas de la meseta. Los mamíferos son de tamaño mediano/pequeño, hay carencia de depredadores y basan su alimentación en el entorno del río. 
En cuanto a los insectos, son muy abundantes las eclosiones de dípteros, efemerópteros y, en menor medida tricópteros y plecópteros.

### Habitantes de la ribera
- Insectos: Escarabajo buceador (Dytiscus marginalis), Caballito del diablo (Calopteryx virgo)
- Anfibios: Rana común (Pelophylax perezi seoane), Sapo común (Bufo bufo)
- Reptiles: Culebra de agua biperina (Natrix maura), [Lagartija Ibérica [Podarcis hispanicus|(Podarcis hispanicus)]]
- Mamíferos: Nutria (Lutra lutra), Rata de agua (Arvicola sapidus)
- Aves: Ánade Real (Anas platyrhynchos), Polla de agua (Gallinula chloropus)

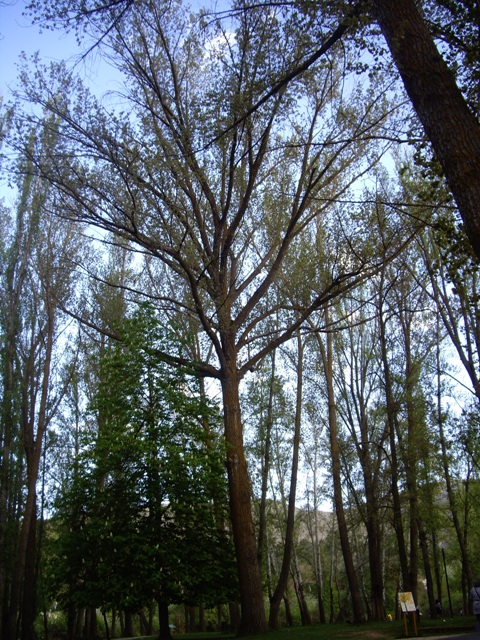
Chopo del Sotoplaya.

### Especies vegetales
Fresno (Fraxinus angustifolia)
Olmo (Ulmus minor)
Álamo temblón (Populus tremula)
Sauce blanco (Salix alba)
Jabonera (Saponaria officinalis)
Salicaria (Lythrum salicaria)
Junco churrero (Scirpus holoschoenus)
Lirio amarillo (Iris pseudacorus)
Nenúfar amarillo (Nuphar lutea)
Poligonum (Polygonum amphibium)
Chopo negro (Populus nigra) uno de cuyos ejemplares alcanza una altura de 38 metros teniendo un perímetro basal de 5,1 metros lo que le convierte en uno de los mayores de la provincia y se encuentra incluido en el Catálogo de Especímenes Vegetales de Singular Relevancia de Castilla y León (DECRETO 63/2003, de 22 de mayo).